# Reika Utsugi
Reika Utsugi (宇津木 麗華, Utsugi Reika, Pequim, 1 de junho de 1963) é uma jogadora e treinadora de softbol japonesa, que jogava na posição de terceira-base.

## Carreira
Utsugi compôs o elenco da Seleção Japonesa de Softbol Feminino nos Jogos Olímpicos de Verão de 2000 em Sydney e nos Jogos Olímpicos de Verão de 2004 em Atenas, onde conseguiu a medalha de prata e de bronze respectivamente. Como treinadora, esteve na edição de 2020 em Tóquio, ocasião em que a equipe se consagrou campeã com a conquista da medalha de ouro.